# Pickens (Virginia Occidental)
Pickens es un lugar designado por el censo ubicado en el condado de Randolph en el estado estadounidense de Virginia Occidental. En el censo de 2010 tenía una población de 66 habitantes y una densidad poblacional de 12,55 personas por km².

## Geografía
Pickens se encuentra ubicado en las coordenadas 38°39′21″N 80°12′58″O / 38.65583, -80.21611. Según la Oficina del Censo de los Estados Unidos, Pickens tiene una superficie total de 5.26 km², de la cual 5.26 km² corresponden a tierra firme y (0%) 0 km² es agua.

## Demografía
Según el censo de 2010, había 66 personas residiendo en Pickens. La densidad de población era de 12,55 hab./km². De los 66 habitantes, Pickens estaba compuesto por el 100% blancos, el 0% eran afroamericanos, el 0% eran amerindios, el 0% eran asiáticos, el 0% eran isleños del Pacífico, el 0% eran de otras razas y el 0% pertenecían a dos o más razas. Del total de la población el 0% eran hispanos o latinos de cualquier raza.